# Xyris tennesseensis
Espèce
Xyris tennesseensis est une espèce de la famille des Xyridaceae. C'est une espèce rare de plante à fleurs connue sous le nom commun Herbe aux yeux jaunes du Tennessee. Il est originaire d'une petite partie du Sud-Est des États-Unis, y compris certaines parties des États de Alabama, de Géorgie et du Tennessee., espèce en voie de disparition inscrite sur la liste fédérale, elle est menacée par la perte et la dégradation de son habitat.

## Description
Xyris tennesseensis est une plante herbacée vivace de plus de 30 à 70 cm de hauteur. La tige ramifiée est bulbeuse et charnue à la base. Les feuilles sont longues et étroites et naissent de la base renflée de la tige. Ils mesurent jusqu'à 45 centimètres de long et pas plus d'un centimètre  de largeur. Ils sont plats mais parfois tordus, et verts avec des bases rougeâtres ou roses. L'inflorescence à l'extrémité de la tige est un épi en forme de cône recouvert d'écailles brunes coriaces. Les fleurs à l'intérieur sont jaune pâle.
'Chaque épi produit généralement une fleur par jour, ou parfois deux,. La fleur s'ouvre brièvement en fin de matinée et se ferme en milieu d'après-midi. La floraison a lieu en août et septembre. Les plantes sont pollinisées par des insectes, en particulier l'abeille sudoripare Lasioglossum zephyrus, qui a été observée ouvrant les bourgeons pour éliminer le pollen avant lque la fleur s'ouvre, afin de lui assurer un accès premier et exclusif au pollen,.
Cette plante pousse dans les zones ouvertes des types d'habitats humides tels que les berges des cours d'eau, les fens et les prairies humides. Les sols sont minces et recouvrent des roches calcaires. La plante pousse dans des sols basiques, contrairement aux autres espèces Xyris, qui se trouvent généralement dans des sols acides.
Il existe 16 à 25 populations de la plante dans trois États américains. Certaines ont été récemment disparues, d'autres sont en déclin et plusieurs autres sont en danger de destruction. Les menaces qui pèsent sur l'espèce incluent la destruction de l'habitat. Les sociétés forestières possèdent une grande partie des terres occupées par l’usine du Tennessee. La suppression des peuplements d'arbres provoque l'assèchement du sol, le rendant inhospitalier pour cette plante endémique des zones humides. La construction et l'entretien des routes, y compris l'application d'herbicides, constituent également une menace.
La plante a besoin d'un habitat ouvert et ensoleillé pour la germination et la croissance, et elle est menacée par l'empiétement d'une végétation large et ligneuse dans certaines zones. Une gestion des terres appropriée comprend le débroussaillage et l'élimination des espèces de plantes exotiques telles que l'herbe du Népal (Microstegium vimineum),

## Interactions avec d'autres espèces
Les fleurs de Xyris tennesseensis sont visitées par l'abeille sudrice primitivement sociale, Lasioglossum zephyrum. Cette abeille est connue pour forcer l'ouverture des fleurs de la plante, lui accordant ainsi un accès prioritaire au pollen.

## Systématique
Le nom correct complet (avec auteur) de ce taxon est Xyris tennesseensis Kral.